# Kramfors
För andra betydelser, se Kramfors (olika betydelser).
Kramfors är en tätort i Ångermanland och centralort i Kramfors kommun, Västernorrlands län. Orten är belägen i Gudmundrå distrikt vid Ångermanälvens västra strand, utmed Ådalen, och genomkorsas av Riksväg 90 och Ådalsbanan. Sedan 2015 ingår Frånö i Kramfors tätort enligt SCB:s avgränsningsområde. Orten har också ett västligt gränsläge till Höga kusten, som är den svenska kustens mest kuperade område.
Orten är historiskt känd för sin stora sågverksindustri under 1800-talets andra halva, med en kulminerad befolkning på 1930-talet. År 1947 bildades staden då en central modernisering påbörjades, och nästa större upprustning skedde under 2010-talets första halva.

## Historia

Flygfoto över massavedsindustrier utmed Ångermanälven i norra Kramfors.

I området kring Kramfors finns flera gravplatser. I Frånö cirka fem kilometer öster om Kramfors tätort finns Ångermanlands två största gravhögar, som enligt sägen inkluderar graven av storman Gudmund (namnet Gudmundrås uppkomst) från järnåldern. 1675 avrättades totalt 71 personer (varav 65 kvinnor) för trolldom och häxeri genom halshuggning och bränning under häxprocessen i Torsåker, cirka två mil norr om Kramfors tätort.

### Namnet
Ortens tidigaste, medeltida namn var Gudmundrå, vilket också är sockennamnet. År 1937 grävdes ruinen av Gudmundrå gamla kyrka från omkring år 1200 fram med tillhörande ödekyrkogård.
Lettländaren Christoffer Kramm som 1744 var nyinflyttad från Finland och byggde en vattensåg i Sqvällsån (Kramforsån), nedanför nuvarande Hotell Kramm, är bakgrunden till namnet Kramfors. Christoffer Kramm bildade "Krammfors Sågintressenter" tillsammans med tre kompanjoner, i detta samhälle som då var bosatt av omkring 300 bönder över ett större område. 1795 fick Kramms sågverk namnet Kramfors såg-(wärk), men det korta a-uttalet för ortnamnet (från 1800-talets mitt) användes av lokalbefolkningen åtminstone fram till 1800-talets slut. De flesta av dagens stadsdelar (såsom Björsta, Öd, Jättesta, Gumås, Limsta och Bergom) var länge separata byar, och sågs som sådana av lokalbefolkningen även långt efter att Kramfors blev ortnamnet.

### Industriell historia

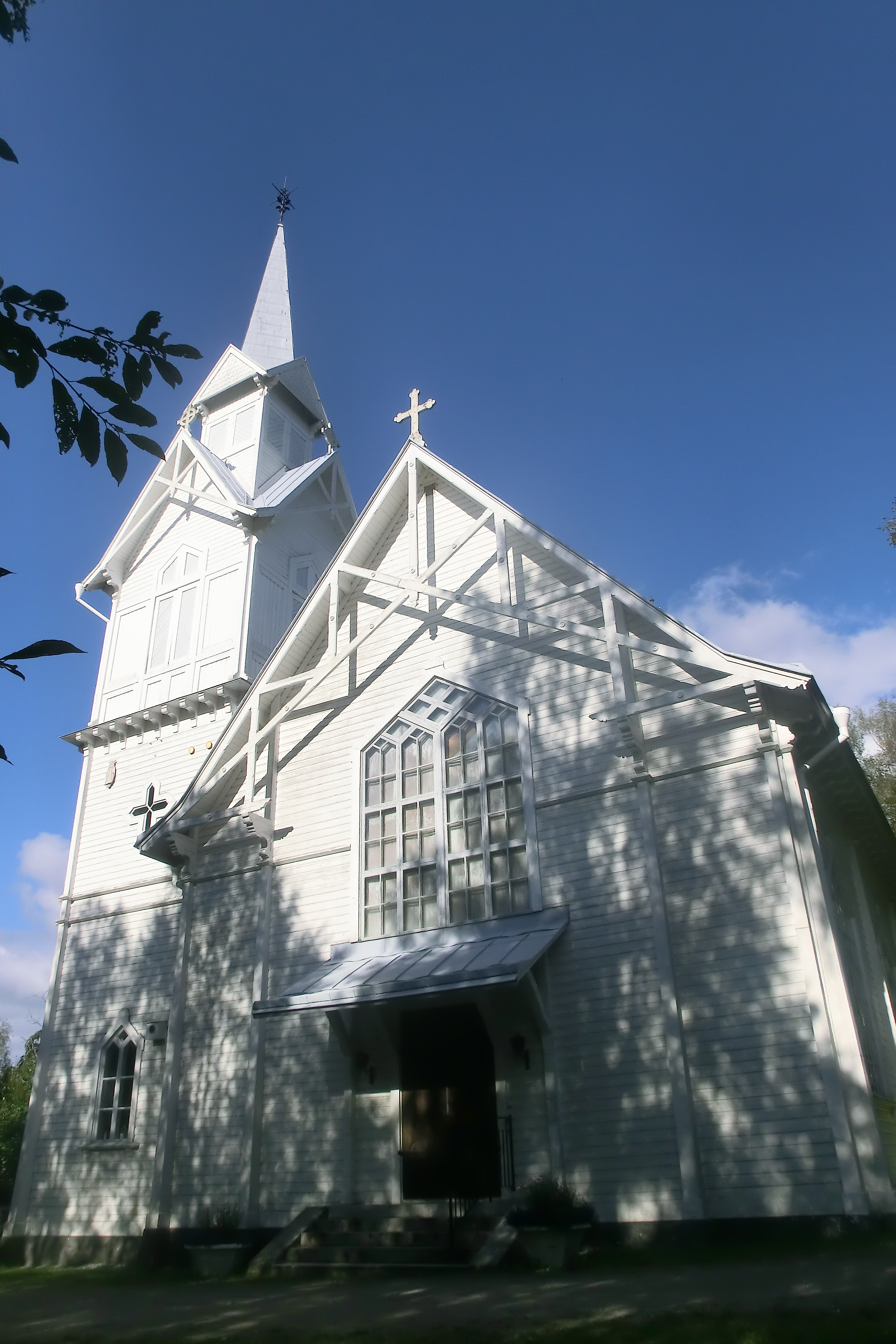
Kramfors kapell (2012) som byggdes 1895 är en av få byggnader kvar från sågverksepoken; Ådalens industriella storhetstid, då Gudmundrå vid sin befolkningskulmen (omkring 15 300 invånare) på 1930-talet var en av Sveriges sex folkrikaste landskommuner.

Under 1800-talet upplevde Ådalen, i synnerhet Gudmundrå socken/församling, mycket stora befolkningsökningar till följd av etableringen av såväl råvaruproduktion som förädling inom skogsindustrin. (1930 uppgick folkmängden inom Kramfors nuvarande kommunavgränsning till 43 368 invånare, varav 15 256 i Gudmundrå.) Under flottarepoken var timmersorteringen i samhället Sandslån världens största i sitt slag och sysselsatte 700 personer. 1852 hade Christoffer Kramms vattensåg från 1744 rivits, och istället uppfördes nuvarande herrgård på samma plats. 1852 anlades också den första ångsågen i trakten (som fick just namnet Kramfors, och som inom några år därefter även hade blivit ortsnamnet), tillsammans med en på Sandö och en i Lockne, som inom kort skulle komma att bli fler. Efter några år hade Sverige störst virkesexport till England av europeiska länder. Vattensågarna ökade förutsättningarna för massaindustri och kunde anläggas invid lastageplatserna. Ångermanälvens fåra breddades och sprängdes bort, och sågverksägarna slöt sig samman med Ångermanälvens Flottningsbolag, som mest fanns 36 ångsågverk i Kramfors kommun. Mot sekelskiftet kring 1900 hade de lite nyare sågverken växt medan vattensågarna lades ned, men marknaden för sågade varor hade minskat medan pappersmassa växte fram. Flera sågverk anlade träsliperier, och den första sulfitfabriken byggdes 1896 i Frånö.
Omkring 1860 ska Kramfors första av två mjölkvarnar (som på 1960-talet öppnade för dagens vattenfall med gångbroar) i Kramforsån ha uppförts, av mjölnaren Jonas Näsman som på 1880-talet kom att få uppdraget att planera järnvägens dragning genom staden – vilken invigdes 1893, och det första stationshuset togs i bruk (ombyggt 1967). Det tidiga 1900-talets ekonomiska instabilitet påverkade starkt Kramforsområdet, som var beroende av utländskt kapital (då stora delar av skogsindustrin utvecklades genom utländska investerare). Orten var ytterst känslig för fluktuationer i priserna på trävaror, och under 1920-talet gick många arbetslösa; i vissa distrikt upp till 85 %. 1931 demonstrerade tusentals människor och gick från Frånö till Lunde, strax söder om Kramfors tätort. De möttes av militär som avfyrade vapen mot demonstranterna. Händelsen blev känd som "Ådalen -31" eller Ådalshändelserna. Detta har gjort att Kramforstrakten för eftervärlden blivit känd som "det röda Ådalen".
1960- och 1970-talen innebar stagnation, innan det nya Kramfors med en mer diversifierad industri växte fram.

### Kramfors stad

Flygfoto över Kramfors från 1960-talet.

När Kramfors stad bildades 1947 presenterade sig denna nya stad också i Svenska Stadsmonografier. De gamla trähus som tidigare dominerat stadskärnan, vilka mestadels var beroende av vedeldning för värme och flera av villorna hade fortfarande vedspis och saknade avlopp, behövde ersättas med moderna betonghus. Under åren för andra världskriget blev bostadsbristen i tätorten allt större, då produktionen av bostäder låg närmast i stiltje. Limstagatan i stadens centrum var den som hade mest stadskaraktär över sig, fast utan "modern" bebyggelse med centralvärme och badrum till bostäderna.
En kommunal stiftelse för hyreshus bildades 1947, och de första byggnationerna efter kriget var flerbostadshus av landets sedvanliga typ vid denna tid; friliggande lamellhus byggda i tegel med eller utan putsad fasad, byggda i tre våningar med tre trapphus i varje länga och två till tre tvårumslägenheter anslutna till trappavsatserna. De första husen byggdes utmed Strandgatan och Kungsgatan åren 1945–1949, och de flesta som flyttade in i dessa lägenheter inledningsvis var unga gifta par som tidigare hade bott i gamla villor i eller strax utanför centrum.
Stadskärnan fortsatte att moderniseras successivt, inkluderat med bland andra flerbostadskvarteren Eskulapius 1963 och Magistern 1969. Vidare fram till 1990-talet hade ytterligare några sådana kvarter uppförts, samtidigt som de äldre fått genomgå omfattande renoveringar.

### 2010-talets centrala upprustningar

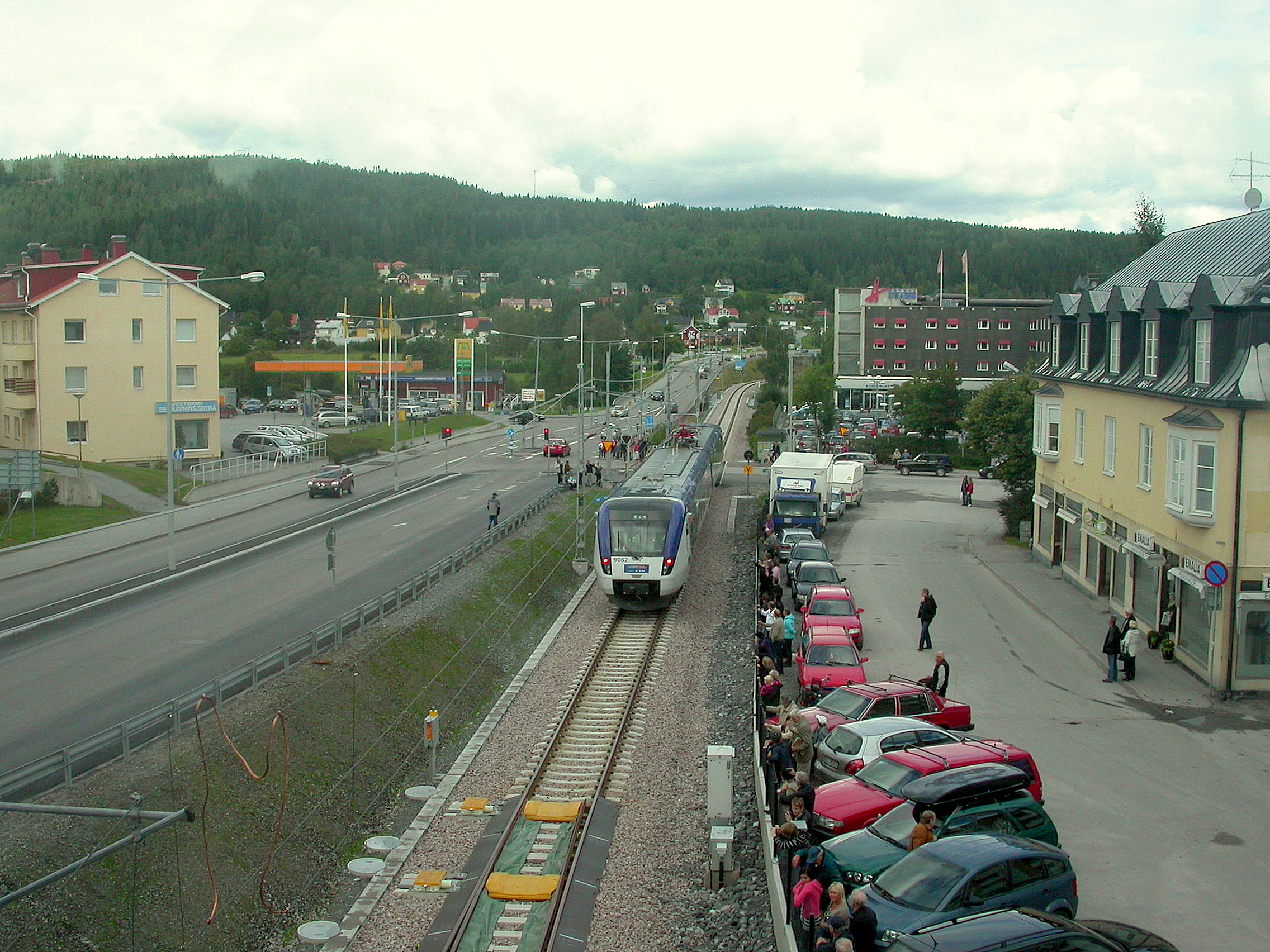
Tåg genom centrala Kramfors med järnvägen Ådalsbanan längsmed Riksväg 90 (och Hotell Kramm i bakgrunden), på det nya resecentrumets invigningsdag, den 28 augusti 2010. Bilden är tagen från Kurredoren, en gångbro-byggnad från år 1993 över Riksväg 90 med ena änden vid torget.

Efter många års stiltje sett till modern utveckling i staden etablerade sig livsmedelskedjan Dollarstore i Kramfors 2007, i en helt nybyggd lokal, som kom att lyfta den lokala centrumhandeln avsevärt. 2009 påbörjades omfattande upprustningar av stadens centrum, med detaljplanering från 2006 för de trafikförändringar som väntade av ett nybygge som skulle kosta totalt 230 miljoner kronor. Den största visionen är ett trendbrott till den befolkningsminskning som präglat orten sedan 1980-talets början, och 2010 var avfolkningen störst av landets kommuner.
Ådalsbanan är ansluten till Botniabanan och i augusti 2010 invigdes det nya Resecentrumet av kung Carl XVI Gustaf, som är banans station i staden tillsammans med den nya ditflyttade busstationen. (I juli 2012 återupptogs passagerartågtrafik genom staden för första gången på elva år.) Till detta byggdes en viadukt över Riksväg 90 och järnvägen, plus en tillhörande cirkulationsplats, i ersättning mot den södra trafikljuskorsningen. 2011 byggdes även den norra trafikljuskorsningen om till en cirkulationsplats.
Under 2010 byggdes bowlinghallen Strike, med tillhörande sportbar/restaurang och konferenslokal. Samma år inleddes den första etappen till en ny, större och samlad centrumhandel. En helt ny byggnad för Coop Konsum stod klar i februari 2012, där gamla busstationen var belägen, och intill byggdes 2011 en cirkulationsplats plus en 160 meter lång gågata. Nästa etapp var Christoffer-Gallerian (namnet Christoffer givet efter Christoffer Kramm), i den före detta Coop Konsum- och Intersportbyggnaden, invigd den 24 oktober 2013.

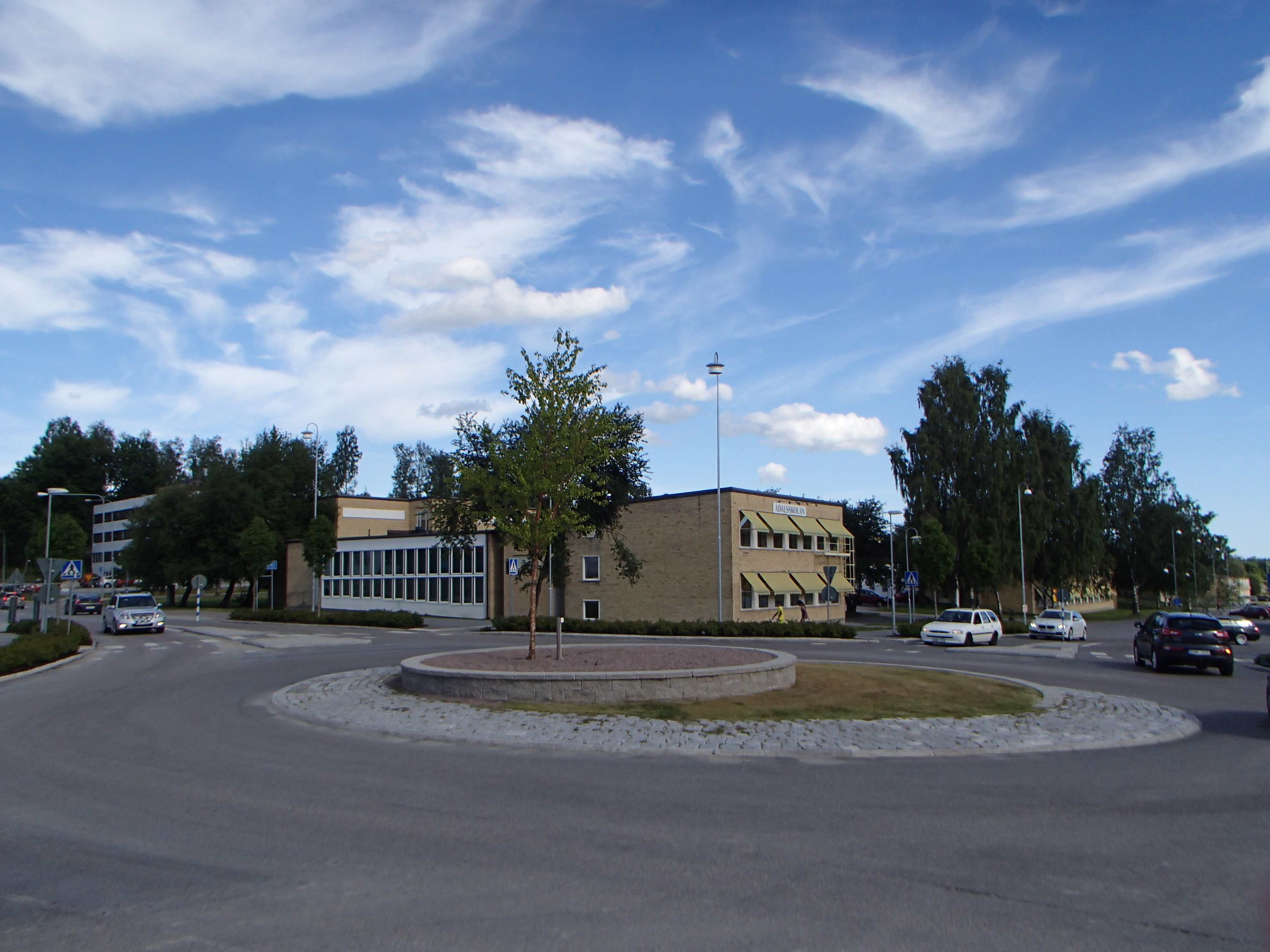
Cirkulationsplatsen vid före detta "Doktor Barks", med Ådalsskolans nordvästände i bakgrunden (juli 2014).

Våren 2013 påbörjades bortsprängning av en bergskulle för att därefter bygga en ICA Supermarket-butik på plats (mitt emot nya Coop Konsum), som invigdes den 1 oktober 2014 och ersatte Kvantum i byn Fiskja tre kilometer utanför centrum. Till detta byggdes 2013 även en helt ny trafikerad gata ("Doktor Barks gata"), mellan cirkulationsplatsen och gallerian (intill Vårdcentralen, och den gamla F–6-skolan Kramforsskolan med byggnader från 1907 respektive 1957), som tidigare var en bilparkering i den ena änden och skolmatsalområde vid den andra. Under flera år dessförinnan var detta ett mycket kontroversiellt projekt eftersom den k-märkta så kallade Doktor Barks-villan från 1958 på toppen av den bortsprängda kullen revs i samband med detta, men byggnaden var i princip fallfärdig. Villan var först en läkarmottagning och bostad av doktor Helge Bark, tills den 1989 började ägas och användas av omsorg för funktionshindrade. Slutligen bedrev Gudmundrå församling en ungdomsgård i den.
Hösten 2013 påbörjades bygget av en ny och större lågstadieskola (numera parallellskola, F–3) i stadsdelen Skarpåkern för 92 miljoner kronor, stod klar inför läsåret 2014/2015 och invigdes den 5 september 2014. Den rymmer 260 elever, vilket är en nästan dubbelt så stor kapacitet än den föregående kraftigt utslitna skolan från 1972, och innehåller dessutom samtliga lokaler och avdelningar som tidigare varit i två separata byggnader utöver själva skolan som liknade en avlång barack. Den nyas arkitektur skiljer sig långt ifrån traditionella skolors, då den efterliknar dels Skulebergets naturum intill havet men också Ådalens kuperade landskap. Krambo Bostads AB valde detta utseende för att kommunen ville göra det närvarande villaområdet mer tilldragande, genom en attraktiv skola.
Även Kramfors Idrottsplats (fotbollsplanen och friidrottsbanan) började hösten 2013 att helt byggas om, för 27 miljoner kronor, invigdes den 6 september 2014 och har ersatt den föregående från 1936. Den nya är även försedd med kvällsbelysning, konstgräs, ny träläktare och en asfalterad elbelyst slinga runt (utanför) löparbanan för möjlighet till spontan utomhusmotion för allmänheten.

### Administrativa tillhörigheter
Kramfors var en ort i Gudmundrå socken där Gudmundrå landskommun inrättades vid kommunreformen 1862, och Kramfors municipalsamhälle inrättades för orten den 7 juli 1889. 1947 ombildades landskommunen med municipalsamhället till Kramfors stad. 1971 uppgick Kramfors stad i Kramfors kommun med Kramfors som centralort.
I kyrkligt hänseende har orten alltid hört till Gudmundrå församling.
Orten ingick i Gudmundrå tingslag till 1905, därefter Ångermanlands södra domsagas tingslag till 1971. Sedan 1971 ingår Kramfors i Härnösands domsaga.

### Befolkningsutveckling
| Befolkningsutvecklingen i Kramfors 1900–2020                                                                                     | Befolkningsutvecklingen i Kramfors 1900–2020 | Befolkningsutvecklingen i Kramfors 1900–2020 | Befolkningsutvecklingen i Kramfors 1900–2020 | Befolkningsutvecklingen i Kramfors 1900–2020 |
| --- | -------------------------------------------- | -------------------------------------------- | -------------------------------------------- | -------------------------------------------- |
| |                                              |                                              |                                              |                                              |
| År |                                              |                                              | Folkmängd                                    | Areal (ha)                                   |
| 1900 | 1900                                         |                                              | 656                                          | †                                            |
| 1940 | 1940                                         |                                              | 7 413                                        | ##                                           |
| 1960 | 1960                                         |                                              | 6 957                                        |                                              |
| 1965 | 1965                                         |                                              | 7 053                                        |                                              |
| 1970 | 1970                                         |                                              | 7 267                                        |                                              |
| 1975 | 1975                                         |                                              | 7 719                                        |                                              |
| 1980 | 1980                                         |                                              | 7 642                                        |                                              |
| 1990 | 1990                                         |                                              | 6 909                                        | 730                                          |
| 1995 | 1995                                         |                                              | 6 923                                        | 733                                          |
| 2000 | 2000                                         |                                              | 6 361                                        | 738                                          |
| 2005 | 2005                                         |                                              | 6 235                                        | 738                                          |
| 2010 | 2010                                         |                                              | 5 990                                        | 734                                          |
| 2015 | 2015                                         |                                              | 6 582                                        | 863                                          |
| 2020 | 2020                                         |                                              | 6 881                                        | 861                                          |
| Anm.: Sammanvuxen med Frånö 2015 † Befolkning runt ett municipalsamhälle 1900. ## Som tätort/befolkningsagglomeration 1920–1950. |                                              |                                              |                                              |                                              |

## Geografi
Kramfors tätort är belägen i dalgången vid mitten på södra/västra sidan av Ångermanälvens mynningsvik (som är Sveriges ostkusts enda motsvarighet till fjord), och vid innersta delarna av Höga kusten, drygt två mil innanför Bottenhavets kust. Staden, vars centrum är beläget vid havsnivå, är omgärdad av ett antal berg och de två högsta punkterna intill tätorten når 355 respektive 291 meter över havet. Det kuperade landskapet som satt sitt spår efter senaste istiden består till en större del av barrskog, men även ett antal öppna åkrar och ängar.

## Näringsliv
Sveriges första finbladiga sågverk togs i drift i Kramfors 1744. Samma år tillkom Lo sågverk lite längre norrut, nära Loåns utlopp i Ångermanälven.
Mondi Dynäs AB i Väja som tillverkar ett av världens starkaste säckpapper, och SCA:s sågverk i Bollstabruk som idag har den volymmässigt största produktionen i Sverige, är två stora skogsindustrier. Även andra industrier som Nordhydraulik (tillverkning av hydraulventiler) och Elpress (tillverkning av elkomponenter) har sitt säte invid Kramfors tätort. Ådalens Bildemontering grundades som bilskrot 1954, och är idag en av Norrlands största bilåtervinnare.
Kramfors är Västernorrlands företagstätaste kommun och har ett antal rikstäckande företag såsom Folksam, SCA Timber och Skogsägarna Norrskog.
Kramfors har även en utvecklad besöksnäring, i huvudsak sommarturism, med anknytning till Höga kusten. 1969 byggdes  Hotell Kramm, av Reso AB, som är det enda stadshotellet i Kramfors. Vid stadsdelen Flogsta, i närheten av Latberget, finns en komplett camping och utomhusbadanläggning.
För kollektiv kommunikation finns bland annat Ådalsbanan (Norrtåg), bussförbindelser med det lokalt bildade storbolaget Byberg & Nordins Busstrafik samt Kramfors-Sollefteå flygplats.

## Utbildning

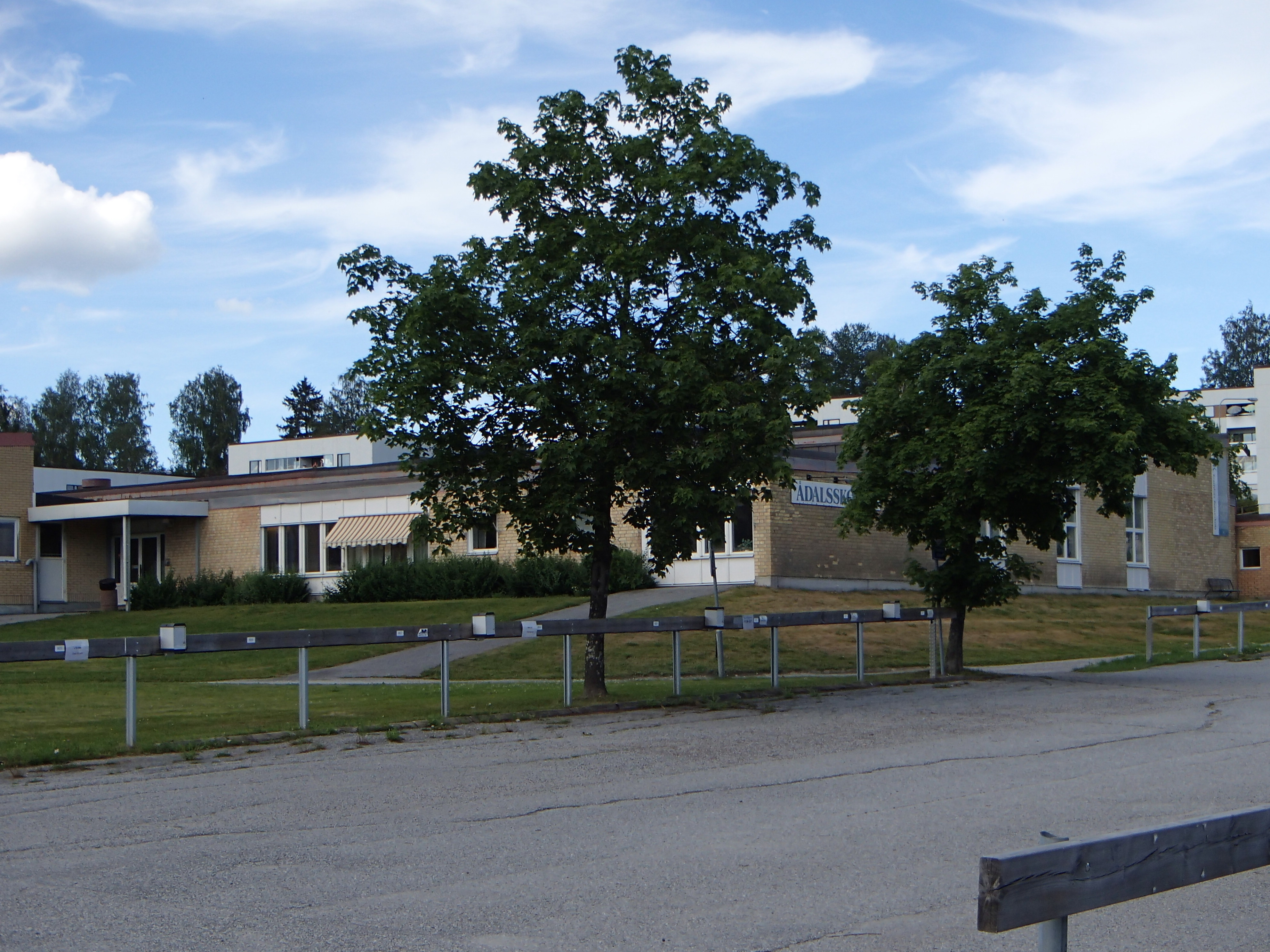
Ådalsskolan i centrala Kramfors invigdes 1968 av Olof Palme som då var utbildningsminister. Den cirka 400 meter avlånga byggnaden är en av landets längsta skolor, och Kulturskolan (bilden) rankas sedan 2012 som en av landets bästa sådana.

I centrala Kramfors finns Ådalsskolan från 1968, en kommunal gymnasieskola, som bland annat har ett av Sveriges få tennisgymnasier och sedan 2008 också ett ishockeygymnasium. Komvux, SFI (svenskundervisning för invandrare och svenska som andraspråk), fordonsutbildningar och yrkesvux (yrkesinriktad gymnasial vuxenutbildning) finns. När SFI infördes på Ådalsskolan, hösten 2007, kom antalet invandrare/asylsökande att öka markant i Kramfors under ett decennium.
Dolph Lundgren bodde i Kramfors under sin tonårstid och blev den första eleven som lämnade Ådalsskolan med högsta möjliga betyg, på Naturvetenskapsprogrammet. Sedan 2009 delas varje år ut ett stipendium om 25 000 kronor, till den elev som fått högsta betyg; det så kallade Dolph Lundgren-stipendiet.
Inom Vuxenutbildningen på Vallen utbildar Yrkeshögskolan mätningstekniker, byggproduktionsledare, specialiserade undersköterskor i demensvård och maskinkonstruktörer. Träakademien i Mittuniversitetets regi bedriver utbildningar i smide, byggnadsvård, möbeltapetsering och möbelsnickeri.
Räddningsgymnasiet Sandö, tio kilometer sydost om centrala Kramfors, är Sveriges nordligaste belägna räddningsgymnasium och utsågs i oktober 2013 till en av 36 FN-skolor i Sverige.

## Kultur
Kramfors bibliotek och Kramfors konsthall ryms i samma byggnad invid Kramfors torg, dessutom en biograf. På Babelsberg hålls återkommande kulturevenemang som dansföreställningar, teater och konserter.
På 1950-talet var Kramfors ett centrum för jazz i Norrland. Från början av årtiondet och drygt tio år framåt anordnade Musikerförbundet orkestertävlingar vid Norrländska Jazzfestivalen i Kramfors Folkets Park, som också fick besök av bland andra Count Basie och Quincy Jones.

### Kramfors i konst och kultur
Staden är platsen för många av Birger Normans noveller. En del av Lukas Moodyssons diktsamling Vad gör jag här? utspelar sig i Kramfors. I Under dubbelgöken skämtar Hasse och Tage om Robert Lind i Kramfors. Dramafilmen Ådalen 31 (1969), som behandlar Ådalshändelserna, spelades in i Kramfors med omnejd. Sara Wikmans bok Jag vill inte möta världen i tårar utspelar sig i Kramfors. Therése Söderlinds bok Vägen mot Bålberget utspelar sig bland annat på Kramfors bibliotek. Andreas Öhmans film En dag kommer allt det här bli ditt utspelar sig och är (delvis) inspelad i Kramfors.

## Sport
Kramfors främsta sport- och idrottsverksamheter rör exempelvis fotboll, friidrott, ishockey, längdåkning, alpint, ridkonst, tennis och handboll. Föreningen Kramfors-Alliansen är störst i kommunen, som bedriver tolv idrottsgrenar. Ådalshallen från 1968 är stadens centrala allround-sporthall.

## Kända personer födda/uppvuxna i Kramfors
Se även Personer från Kramfors
- Skidåkaren Anna Olsson
- Skicrossåkaren Sandra Näslund
- Ishockeyspelarna Erika Grahm[44] Magnus Wernblom, Tobias Viklund, Jens Westin samt Mario och Adrian Kempe
- Konstnären Thage Nordholm
- Författaren och pastorn Tomas Sjödin
- Författarna Hanna och Sara Wikman
- Författaren och filmskaparen Cecilia Gärding
- Skådespelaren Dolph Lundgren
- Filmregissören Andreas Öhman
- Serietecknaren Mats Jonsson
- Serietecknaren Moa Romanova